# 寒河江市
寒河江市（日语：／ Sagae shi */?）是位於日本山形縣中部的城市，地處村山盆地的西端。寒河江川流經中心地區並在東邊注入最上川。當地在江戶時代作為江戶幕府的直轄領地以及最上川河運的重要據點而開始發展。現今寒河江市為日本主要的櫻桃和玫瑰產區之一。

## 地理
寒河江市北部坐落著葉山南端的山地與丘陵，南部為稻澤山的丘陵與寒河江川的河階，東端則是寒河江川與最上川匯流形成的沖積扇。最上川流經轄區最南端的平鹽丘陵與稻澤丘陵之間並往東北邊流；柴川則往東流經市內的柴橋與高松地區，並在東邊注入最上川。

### 氣候
當地的日溫差與夏季和冬季的溫差相當大。根據統計，2013年至2019年寒河江市的年均溫約11.7℃，年均降雨量則約1236.1毫米。夏季受到焚風的影響，經常出現連日高溫超過30℃的日子，但夜晚較少出現熱帶夜的現象。平原地區與北部的山間地帶降雪量具有明顯的差異，當地全年風向則多為西北風或是東北風。

## 歷史
寒河江市的歷史可追溯至舊石器時代，在境內的金谷原遺跡與高瀨山遺跡曾發掘出約1萬2千年前的石矛與大量的石器碎片。由於最上川中游是製作石器的頁岩產區，因此根據出土的文物可推測當地在古時相當盛行製作石器，而位於箕輪地區的古墳則出土過蕨手刀。
和銅元年（708年），朝廷於越後國庄内地方設置出羽郡。和銅5年（712年）9月，出羽國從越後國分離並正式建立，同時陸奧國的最上郡與置賜郡編入出羽國。當時寒河江在奈良時代隸屬於最上郡。平安時代，攝關家藤原氏在當地建立寒河江莊園。而根據史料記載，境內的慈恩寺被認為是在同時代的天仁元年（1108年）依鳥羽天皇的詔令興建而成。
文治5年（1189年）源賴朝在奧州合戰中消滅藤原氏後，大江廣元奉命擔任寒河江莊園的地頭。此後大江氏統治寒河江地區長達400多年，直至戰國時代末期。弘安5年（1282年），大江氏第5代當主大江元顯與其族人從鎌倉遷至寒河江地區。正平23年（1368年），南朝方的大江氏被北朝方的斯波氏擊敗，並向北朝歸降。永正元年（1504年），慈恩寺的佛閣於最上郡內的兵亂中被燒毀。
天正12年（1584年）寒河江高基被山形城城主最上義光擊敗，寒河江地區被最上氏支配。最上氏統治寒河江期間致力於重建慈恩寺。元和8年（1622年）最上氏遭到改易後，當地成為江戶幕府的幕府領，並在寒河江設立代官所。江戶時代，當地的特產紅花與青苧透過最上川運往酒田的港口，並利用船隻運往京都與大阪等地，而返航的船隻則運來人形娃娃等上方地區的貨物。
明治22年（1889年）日本實施町村制，當時境內設有寒河江村、西根村、柴橋村、高松村、白岩村、醍醐村、三泉村共7村。昭和29年（1954年），寒河江町、白岩町與其餘5個村落合併成今日的寒河江市。

## 經濟
寒河江市的核心產業為農業，並生產稻米、蔬菜、水果、花卉等農產品為主；其中櫻桃與玫瑰的產量在日本名列前茅。

## 交通
國道113號通過寒河江市的市中心旁，並透過寒河江IC與境內從東南往西北方向延伸的山形自動車道連接；國道287號則以南北方向通過市內，並連接著寒河江中央工業園區和位於東根市內的山形機場。而國道458號也以南北向穿越坐落於北部的葉山山區。鐵路方面，JR東日本的左澤線由南往西通過轄區，並在境內設置南寒河江站、寒河江站、西寒河江站、羽前高松站和柴橋站。